# Доминион Мельхиседека
Доминион Мельхиседека (ДМ) — виртуальное государство, которое обвинялось в причастности к банковским махинациям по всему миру. ДМ никем юридически не признан, Комиссия по ценным бумагам и биржам США объявила его несуществующим, Управление валютного контролера США считает его образованием с непризнанным суверенитетом, Европейский Союз считает, что он выдаёт фантастические паспорта, в прессе её описывают как «уловку», «виртуальную» или «фальшивую» страну.

## Происхождение
Доминион Мельхиседека был создан в 1986 году гражданами США Девидом Педли и его сыном Марком. Организаторы также известны под несколькими псевдонимами, такими как «Цемах Бен Давид Нецер Корем», «Бранч Винедрессер» и другими. Эти люди являются также авторами одной из интерпретаций Библии под названием «Библия Мельхиседека» — в центре этого повествования находится таинственная фигура первосвященника Мелхиседека, который упоминается в Ветхом Завете в качестве приветствующего Авраама по дороге в Ханаан (в учении Педли Мельхиседек провозглашается предтечей Иисуса Христа). Именно на этой книге и основывается вся государственность Доминиона. Авторы попадали в тюрьмы за аферы, связанные с акциями.

## Государственность
Сообщается, что как государство ДМ возникло после утверждения его конституции 7 июля 1991 года. Конституция написана профессиональным автором конституций нескольких стран, Альбертом Блауштейном.
Люди, поддерживающие Доминион Мельхиседека, считают, что государство обладает «Церковным суверенитетом», наподобие Ватикана. Противники ДМ считают, что, так как на флаге государства изображены христианские, иудейские и мусульманские символы, Доминион не имеет чёткой официальной религии и поэтому не может обладать таким суверенитетом.
Своей родиной Доминион Мельхиседека считает Иерусалим, со ссылкой на библейскую историю о Мельхиседеке, который будто был первым правителем Иерусалима.
Государство сообщает, что его исполнительная, законодательная и судебная власти успешно действуют, министерства работают. Также у него имеется небольшая армия. Большинство руководителей и чиновников Доминиона являются одновременно гражданами Израиля и США.

## Территория
Первой территорией, вошедшей в Доминион, был объявлен необитаемый атолл Клиппертон (переименованный в остров Мельхиседека), владение Франции.
В течение 90-х годов XX века Доминион Мельхиседека объявил о присоединении к своей территории ещё нескольких территорий:
- атолл Таонги (необитаемое владение Маршалловых Островов) взят в «суверенную аренду» на 50 лет;
- остров Мальпело (заброшенная военная база Колумбии)
- Мелководье Каритан (Риф на глубине 9 метров под водой)
- Остров Солкопе (часть островов Фиджи, куплен у «Суверенного Государства Ротума»)
- Русиния (под этим местом понимается Закарпатье)
- Большая часть Антарктиды

Ни одно из этих требований не признано ни одним государством.

## Деятельность
Основная деятельность Доминиона Мельхиседека традиционна для виртуальных микрогосударств:
- Торговля гражданскими и дипломатическими паспортами, дипломами Мельхиседекского университета
- Регистрация офшорных фирм на островах и в Антарктиде
- Попытки купли-продажи оружия
- Попытки обналичить средства со счёта государственного банка

За проведение ядерных испытаний вблизи своих «владений» Доминион объявил «духовную войну» Франции, «духовная война» объявлена и Сербии за действия в Косово. В действительности, конфликт с Францией был вызван стремлением Парижа прекратить финансовые махинации, совершаемые через остров, который на самом деле является его суверенным владением. Во время конфликта с Францией в 1995 году представители Доминиона Мельхиседека угрожали ядерным оружием, которое якобы находилось на территории Русинии (Закарпатской области) после распада Советского Союза. Абсурдность этих угроз была очевидной, поскольку Украина в это время уже отказалась от ядерного оружия, а на территории Закарпатья никогда не размещались ракетные пусковые шахты.
Предположительно, Доминион Мельхиседека — организация, не имеющая никакой юридической силы, созданная с целью наживы путём афер.